# یوماندی، کوئینزلند
یوماندی (به انگلیسی: Eumundi) یک حومه شهر در استرالیا است که در کوئینزلند واقع شده‌است.